# Lindhard Ø
Het Lindhard Ø is een onbewoond eiland in Nationaal park Noordoost-Groenland in het oosten van Groenland.

## Geografie
Het eiland wordt in het noorden begrensd door het Borgfjorden, in het oosten door de Dove Bugt, in het zuiden en zuidwesten door de Bræfjorden en in het noordwesten door het Bagfjorden. Vanuit het oosten doorsnijden twee fjorden het eiland, waarvan de noordelijke de Kavalerfjorden heet.
Aan de overzijde van het water ligt in het noordoosten het Daniel Bruunland, in het zuiden Rechnitzerland en in het westen de L. Bistrupgletsjer.
Ten noordwesten van het eiland monden drie gletsjers uit: de Storstrømmengletsjer, de Borgjøkelengletsjer en de L. Bistrupgletsjer.